# Susacón
Susacón es un municipio colombiano ubicado en la Provincia del Norte del departamento de Boyacá.

## Historia
En la época prehispánica Susacón hacia parte de los dominios del cacique Soaita de Soatá. Los primeros evangelizadores fueron los padres dominicanos. Fueron encomenderos de Susacón Juan de Quincoces y Pedro Bravo de Molina. Parte del territorio de Susacón perteneció en los tiempos coloniales a Soatá. La fundación de la parroquia, en 1809, se atribuye a Nicolás Ramírez, Domingo de la Parra y Vicente Badilla. Al presbítero Ignacio Antonio Zubieta se debe la construcción de la iglesia parroquial, obra que emprendió en 1822. El 9 de diciembre de 1811, Tunja sancionó su Constitución, acto en el que Susacón estuvo representado por el presbítero Nicolás Ramírez de Lozano como elector. Con la organización de la provincia de Tunja en departamentos, Susacón quedó haciendo parte del departamento del Norte. El Libertador Simón Bolívar pasó por Susacón en cinco ocasiones de 1814 a 1828. Cuando el territorio de la Nueva Granada fue dividido por la Constitución Política de 1842 y 1843 en provincias, cantones y distritos parroquiales, Susacón hizo parte del cantón de Soatá.

## Geografía
El relieve del territorio del municipio de Susacón pertenece al sistema andino. Forma parte del Altiplano Cundiboyacense, el cual se extiende desde el páramo de Güina hasta las bases del  Parque nacional natural El Cocuy; Cercana al municipio desde donde se puede divisar en tiempo seco. En las regiones de Susacón y Soatá, el altiplano se estrecha. 
Presenta un régimen de lluvias bimodal caracterizado por dos períodos que se presentan entre abril y junio, y octubre y noviembre; el resto del año se considera como período seco aun cuando se presentan lluvias aisladas. Por lo variado de su relieve se presentan casi todos los pisos térmicos desde el páramo, hasta el cálido, en las veredas cercanas al río Chicamocha,  cordillera Oriental. Temperatura Promedio 18 °C  
El municipio limita por el norte con Soatá, por el sur con Sativanorte y Belén (Boyacá), por el oriente con Boavita y por el occidente con Onzaga (Santander).

## Economía
Está bastante diversificada: viven de la agricultura, la ganadería, la pesca y la artesanía. Cultivan verduras, legumbres, papa, maíz, cebada, caña de azúcar, trigo, plátano y frutales. La ganadería (leche y carne) cubre los mercados regionales y la capital de la república. Este comercio se realiza con ciudades cercanas como Soatá, Duitama, Sogamoso, Paipa y Tunja. El turismo es un renglón que se espera se empiece a explotar muy pronto, su paisaje y los recursos naturales son dignos de conocer y apreciar.

## Vías de comunicación
Susacón está ubicado sobre la Troncal Central del Norte, entre los municipios de Belén y Soata.  Por esta vía se comunica con la capital departamental. Desde Bogotá se puede tomar transporte terrestre de pasajeros en el Terminal de Trasportes de Bogotá en el módulo 3 con las empresas de transporte terrestre Coflonorte, Expreso Paz del Río, Cotrans y Concorde.

## Sitios de interés
- Vereda de Siapora, en el Cañón del Chicamocha, tiene clima cálido y gran cantidad de cultivos de tomate, tabaco y frutales.
- El páramo de Guantiva, reserva hídrica y nacimiento del río Guantiva que atraviesa todo el municipio de sur a norte.
- Cruz de mayo, vista panorámica de varios municipios.
- Laguna del Tobal.

## Ferias y fiestas
Agosto: Virgen del Carmen; agosto 18, 19, 20

## Gastronomía
Bebidas: la chicha y el guarapo de maíz son las más antiguas. Del siglo XVII el masato de arroz, el Kumis y el agua de panela (o agüepanela); del XIX es la cerveza (de numerosas marcas que han hecho historia: Bavaria, Andina, Costeña, Costeñita, Pilsen, Águila) y las bebidas gaseosas, como la tradicional Colombiana.
Sopas: cuchuco de maíz, cuchuco de trigo con espinazo de copartidario (eufemismo para no mencionar al cerdo), changua , sopa de criadillas de cordero, sopa de pan en cazuela, caldo de costilla.
Platos: puchero boyacense, arroz tapado, cabeza y guiso de cordero, cocido campesino, costillas de cordero asado, chuletas de cerdo, mazamorra chiquita.
Postres: torta de cuajada, esponjado de curuba, plátanos maduros asados, plátanos maduros asados y rellenos con queso y dulce (bocadillo) de guayaba, torta de manzana, dátiles de Soatá.